# Im Gemärk
Im Gemärk (auch Gemärkpass, italienisch Passo Cimabanche, ladinisch Sorabances) ist ein 1530 m s.l.m. hoher Gebirgspass in Italien. Über den in den Dolomiten gelegenen Pass verläuft die Grenze zwischen Südtirol und der Provinz Belluno (Region Venetien). Auf der Passhöhe selbst liegt ein Weiler, der nur aus wenigen Häusern besteht. Die Passhöhe ist Bestandteil der Wasserscheide zwischen den Flüssen Etsch im Norden und Piave im Süden, die beide ins Adriatische Meer münden. Die Südtiroler Anteile der Passrampe sind im Naturpark Fanes-Sennes-Prags unter Schutz gestellt.

## Geschichte
Über den vergleichsweise flachen Pass führt seit Jahrhunderten eine Straße und wichtige Handelsroute. Dementsprechend wurde im Jahr 1226 die nahe Kirche St. Nikolaus bei der historischen Raststation in Ospitale errichtet. Die später so genannte „Strada Regia“ verband Venedig mit Tirol. Im Jahr 1829 errichtete man eine neue, besser befahrbare Straße (Straße übers Gemärk, Strada d’Alemagna), die heutige Strada Statale 51 di Alemagna (Staatsstraße 51, abgekürzt SS 51), welche Toblach und das Höhlensteintal im Norden mit dem bekannten Wintersport- und Olympia-Ort Cortina d’Ampezzo und dem Valle del Boite im Süden verbindet und im weiteren Verlauf über Calalzo nach San Vendemiano führt. Ab den frühen 1870er Jahren war der berühmte Bergführer Santo Siorpaes aus Cortina d’Ampezzo k. k. Straßenwärter an der Straße zum Gemärk. Von seinen Söhnen Pietro und Giovanni wurde am Pass das Hotel Albergo Cimabanche gebaut und geführt. Es wurde im Ersten Weltkrieg bzw. Gebirgskrieg im Jahr 1915 zerstört, insbesondere weil die Hauptkampflinie zwischen den Stellungen Österreich-Ungarns und Italiens (Rufreddo-Talstellung) einige hundert Meter Richtung Cortina verlief. Mit dem Inkrafttreten des Vertrags von Saint-Germain wurde im Gemärk 1920 zum inneritalienischen Pass.

## Ehemalige Eisenbahnstrecke
Zwischen dem Ersten Weltkrieg und dem 13. März 1962 verlief die Strecke der parallel zur SS 51 geführten Dolomitenbahn über den Gemärkpass. Die oberirdische Trassierung einer Eisenbahnstrecke über einen Hochgebirgspass stellt dabei eine Besonderheit dar, denn andernorts wurden dazu in der Regel Scheiteltunnel errichtet. Eine vergleichbare Situationen besteht bis heute noch bei den vier Alpenpässen Berninapass (Berninabahn), Oberalppass (Matterhorn-Gotthard-Bahn), Brennerpass (Brennerbahn) und Brünigpass (Brünigbahn). Die auf beiden Seiten des Passes geringe Steigung und die für die Region sehr niedrig gelegene Passhöhe begünstigten die komplett oberirdische Führung der Eisenbahntrasse. Wie bei den vier genannten Pässen befand sich auch auf dem Gemärk ein Bahnhof. Er diente ab dem 1. Juni 1921 (Aufnahme des zivilen Personenverkehrs, davor nur Güter- und Militärverkehr) in erster Linie der Erschließung des Weilers Cimabanche (die offizielle Bahnhofsbezeichnung lautete ebenfalls auf Cimabanche). Mittels eines Ausweichgleises waren auf der Passhöhe außerdem auch Zugbegegnungen möglich. Das direkt neben der Straße gelegene Stationsgebäude ist bis heute erhalten geblieben und befindet sich in Privatbesitz.
Nach der Stilllegung der Bahn wurde ihre Trasse zum Radwanderweg Langer Weg der Dolomiten umgebaut.

## Bilder

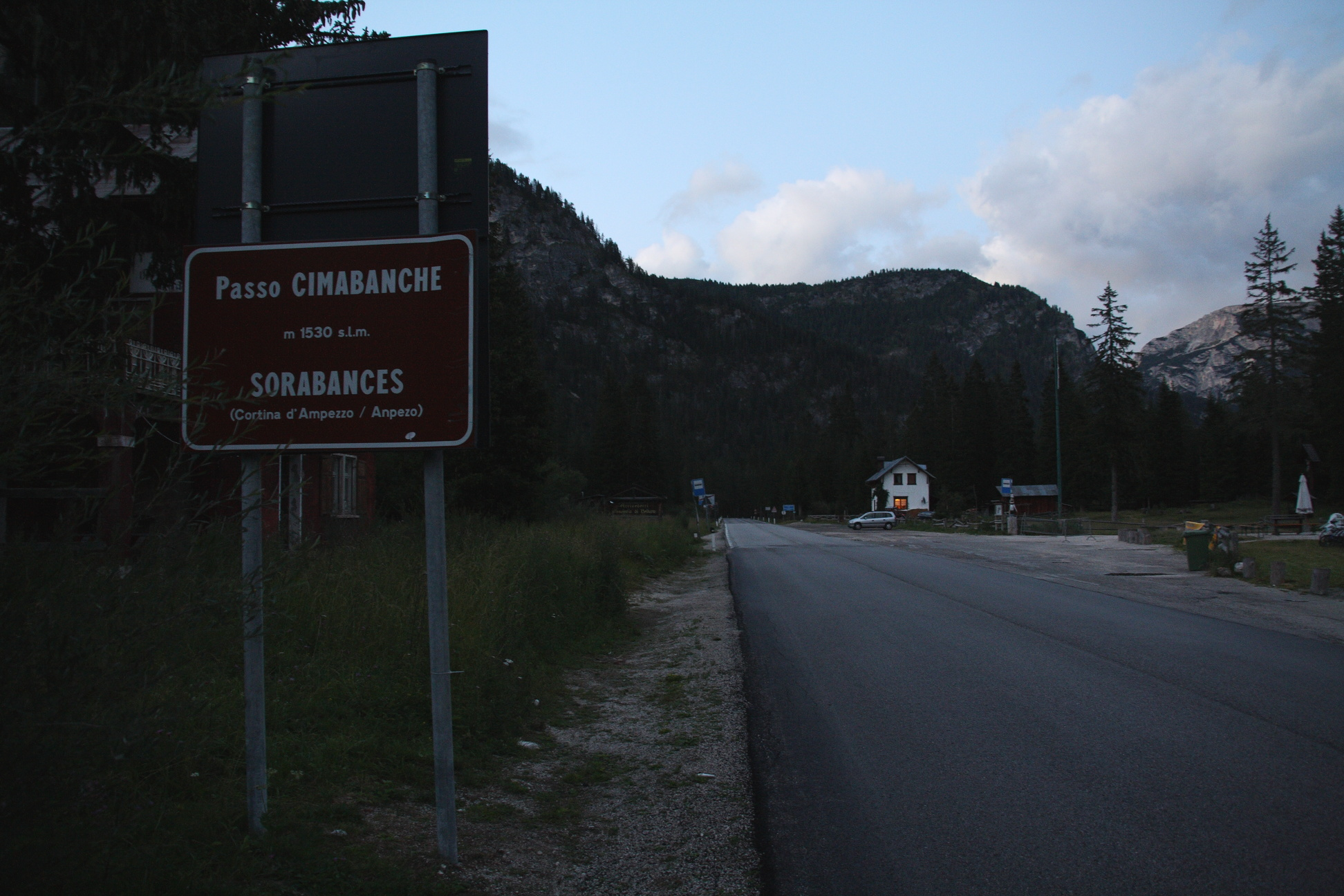
Passhöhe, Blick nach Norden
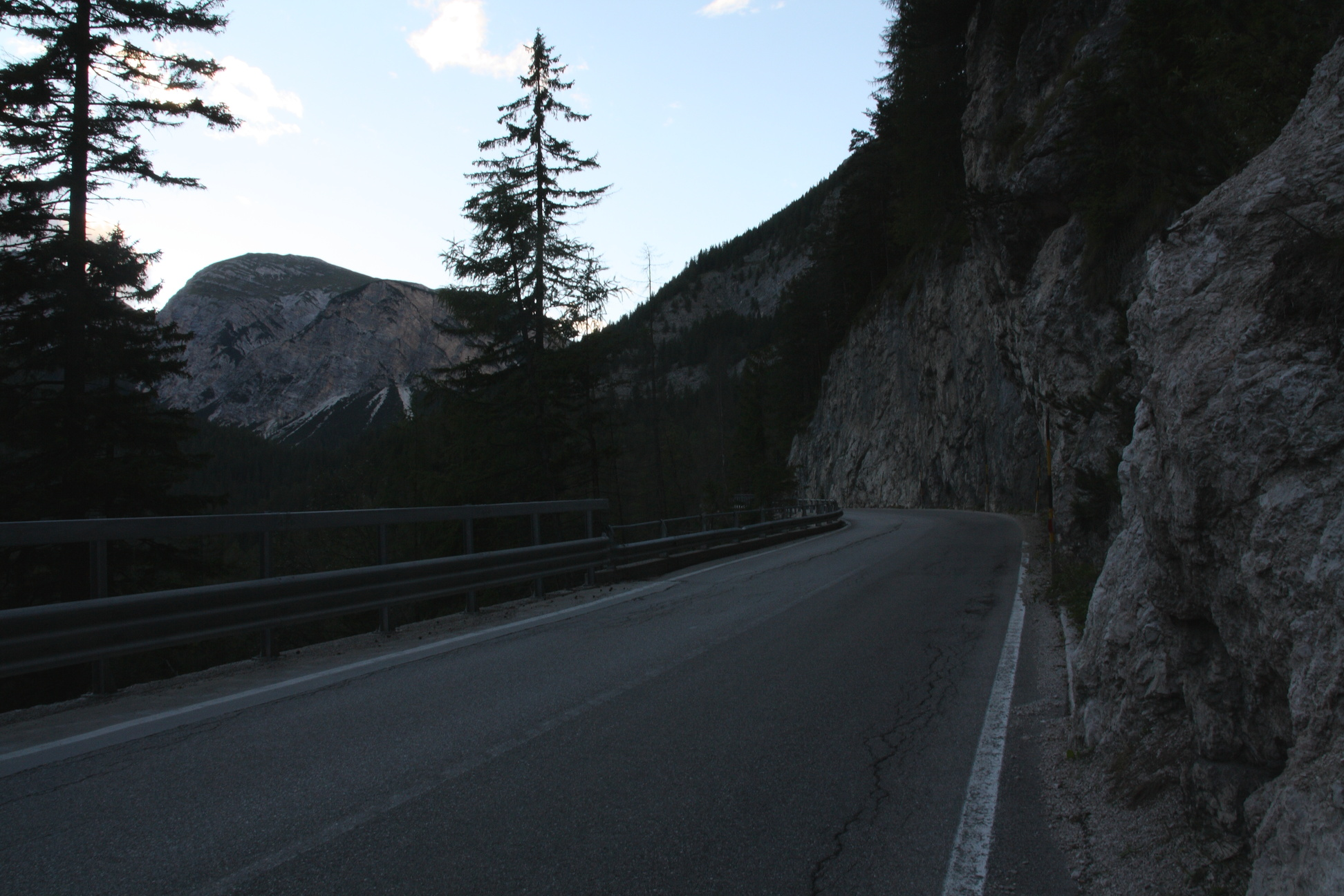
Südrampe